# Hindutva
 (mars 2011).
Si vous disposez d'ouvrages ou d'articles de référence ou si vous connaissez des sites web de qualité traitant du thème abordé ici, merci de compléter l'article en donnant les références utiles à sa vérifiabilité et en les liant à la section « Notes et références ».

La Swastika, symbole représentatif de l'Hindutva.

L’Hindutva – hindouité ou indianité, est un concept politique inventé par Vinayak Damodar Savarkar, qui sous-tend l'action de différentes formations politiques et culturelles indiennes. C'est un terme pseudo-sanskrit. Depuis les succès politiques du Bharatiya Janata Party - le Parti du peuple indien - ou B. J. P., bras politique du R.S.S., fondé en 1980 en Inde du Nord et qui a été porté au pouvoir, l’hindutva a pris une importance croissante dans la société indienne, selon une optique de protection du patrimoine indien face aux « idéologies » telles que le capitalisme et le marxisme-léninisme mais aussi face aux religions venues de l'étranger, comme l'islam et le christianisme.
Parmi les organisations qui se réfèrent à l'Hindutva et qui se regroupent au sein du Sangh Parivar - la famille Sangh - on trouve le Rashtriya Swayamsevak Sangh ou RSS, l'association nationale des volontaires, l'organisation-mère, le Bharatiya Janata Party ou BJP, la façade politique, le Vishwa Hindu Parishad ou VHP, le conseil hindou mondial, le front des formations activistes, le Shiv Sena, l'armée de Shivâjî, une organisation d'extrême-droite principalement présente dans le Maharashtra, le VHP of America, l'antenne d'outre-mer de l'Hindutva, et le Hindu Students Councils, la branche américaine étudiante du VHP.
Pour mémoire, Nathuram Vinayak Godse, l'assassin de Gandhi, était membre du RSS, ce qui entraîna le bannissement de cette association et sa stratégie de diffusion par la création de nombreuses organisations satellites.
L'Hindutva affirme la fierté d'être hindou, une fierté qui aurait été bafouée depuis le début des invasions musulmanes en Inde et qui n'a cessé de l'être durant l'Empire moghol puis le Raj britannique (voir Subhash Chandra Bose). Elle s'intéresse à tous les domaines de la société, avec la tentation de réécrire l'histoire du sous-continent au filtre de son idéologie.

## Le cadre juridique et intellectuel
Selon l’Encyclopedia Britannica, l’Hindutva, est « une idéologie qui a cherché à définir la culture indienne en termes de valeurs hindoues ».
Dans un arrêt de 1995, la Cour suprême de l'Inde a décrété :

« Normalement, Hindutva est compris comme un mode de vie ou un état d'esprit et ne doit ne pas nécessairement être synonyme ou assimilé à un fanatisme religieux hindou (…). C'est une illusion et une erreur de droit que de supposer (…) que l'usage des mots Hindutva ou hindouisme représente en soi une attitude hostile à toutes les personnes pratiquant une religion autre que l'hindouisme (…). Ces mots peuvent très bien être utilisés dans un discours promouvant la laïcité ou mettant l'accent sur le mode de vie du peuple indien et de la culture indienne ou de son ethos, ou critiquant l'action de tout parti politique vue comme discriminatoire ou intolérante. »

La Cour voulait par là dénouer le lien que certains voulaient voir comme naturel entre les termes Hindutva ou hindouisme avec ce qu'elle qualifiait de « bigoterie religieuse hindoue fondamentaliste et étroite »[réf. nécessaire].
Cependant, dans la presse indienne de gauche, l'Hindutva s'identifie avec l'idéologie définie par le Rashtriya Swayamsevak Sangh, une organisation nationaliste hindoue. C'est ce sens d'Hindutva qui est considéré dans le présent article.

## Le credo de l'Hindutva
Les membres des partis qui suivent cette idéologie estiment que[réf. nécessaire] :
- Le sous-continent indien, incluant le versant sud de l'Himalaya et l'Hindū-Kūsh, le Pakistan, l'Inde, le Bangladesh , la Birmanie et le Sri Lanka, y compris  l'Afghanistan, est la patrie des hindous.
- Sont considérés comme « hindous » ceux dont la religion est indigène à l'Inde, ce qui inclut les bouddhistes, les jaïns et les sikhs ainsi que ceux communément dénommés hindous.
- Les « hindous » ont été, au cours de l'histoire, opprimés sur leur propre terre par les forces d'invasion musulmanes et chrétiennes.
- Les « hindous » sont devenus faibles sous l'influence du colonialisme britannique et de la pensée marxiste.
- Un État « hindou » doit être instauré pour protéger les « hindous » sur leur propre territoire.

## Rapport avec les autres religions
L'Hindutva a toujours été profondément anti-communiste, anti-marxiste, décrivant les communistes comme des gens qui nient ou manipulent la vérité. Certains considèrent que l'Hindutva est anti-musulman et anti-chrétien.
Les membres de l'Hindutva soutiennent l'État juif d'Israël, Vinayak Damodar Savarkar lui-même ayant défendu Israël durant sa formation. Le RSS soutient la politique israélienne et se déclare ouvertement pro-Israël,,.
Au niveau officiel, les penseurs de l'Hindutva préconisent de favoriser une « citoyenneté hindoue » et un « humanisme intégral » (qui sont des concepts occidentaux), qu'ils considèrent comme permettant l'« unité dans la diversité », par rapport à qu'ils conçoivent comme un communautarisme musulman et chrétien : les Indiens chrétiens et musulmans sont invités à adhérer à l'Hindutva (au BJP, RSS, VHP, etc.), en principe sans discrimination ni traitement spécial (et sans abandonner leur religion), l'« hindouïté » n'étant pas la religion hindoue au sens strict, mais l'acceptation et le respect de la culture indienne originelle sous toutes ses formes.
L'Hindutva critique sévèrement la laïcité telle qu'elle est pratiquée en Inde, qu'il appelle un pseudo-sécularisme, car au lieu de traiter tout le monde de façon identique, il crée des normes différentes pour les hindous, les musulmans et les chrétiens (voir Droit en Inde). Il refuse ce qu'il voit comme la tentative impossible et fallacieuse de créer un système « séparés-mais-égaux » ; certains y voient même une manipulation électorale du Parti du Congrès. L'idée d'un code civil uniforme, qui ôterait les dispositions spéciales prévues pour les musulmans et les chrétiens dans la Constitution, est l'un des chevaux de bataille de l'Hindutva.
L'Hindutva se considère comme un mouvement politique laïque, selon sa propre conception, qui voit l'hindouisme en tant que substrat culturel étranger à tout credo exclusiviste : « Au contraire [du Coran], l'hindouisme est une religion basée à 100% sur la laïcité où nous respectons toutes les confessions ».
Ses partisans affirment que dans une démocratie laïque, cela n'a pas de sens de permettre aux musulmans, par exemple, d'avoir plusieurs épouses tout en l'interdisant aux hindous. Les musulmans reçoivent une aide pour leur permettre d'effectuer leur pèlerinage à La Mecque, alors que rien n'est accordé aux hindous pour les aider dans leurs propres pèlerinages. Les chrétiens, de même, suivent une règle différente, et qui leur est particulière, concernant le divorce. De plus, l'amendement à la constitution indienne, destiné à contourner le jugement de la Cour Suprême, accordé sous la pression des fondamentalistes islamiques exaspère les partisans de l'Hindutva. Les lois amendées, plus en accord avec la Charia, annulant le droit que les femmes divorcées avaient auparavant.
La question des différents statuts personnels en fonction de la religion (voir droit en Inde ; bien que le mariage civil existe) fait débat; certains le soutiennent en affirmant que cela adapte le droit à la diversité ethnique et religieuse considérable des Indiens, tandis que plusieurs Hindutvadis et non-Hindutvadis affirment qu'un droit personnel fondé sur la religion augmente encore la désunion au sein des communautés religieuses importantes de l'Inde. La question de savoir si certains des citoyens peuvent recevoir des avantages civils et financiers basés sur leur appartenance culturelle est permanente en Inde.
Le mouvement Hindutva commença à étendre largement son audience parmi la classe moyenne hindoue après 1989, à la suite du départ de 400 000 kashmiri hindous, connus généralement comme les pandits kashmiri – communauté dont est issue d'ailleurs la famille Nehru – de la vallée du Cachemire sous la pression des fondamentalistes islamiques.
L'organisation Aide à l’Église en détresse recense plus de mille attaques en Inde contre les chrétiens entre début 2017 et fin mars 2019, et plus de 100 églises ont dû fermer leurs portes en 2018. L'organisation relève notamment que « les militants de l’hindutva ont accusé les chrétiens d’acte de prosélytisme en violation des lois anti-conversion, en vigueur dans six États ».

## Travail social
Les associations proches de l'Hindutva sont souvent actives dans les zones de catastrophes naturelles, par exemple lors du tremblement de terre du Goujerat en 2001. Elles coordonnent aussi des programmes éducatifs et de santé publique auprès des communautés tribales, dont certaines n'ont pas été hindouisées au cours des siècles, et ce à travers toute l'Inde.

## Doctrine scientifique

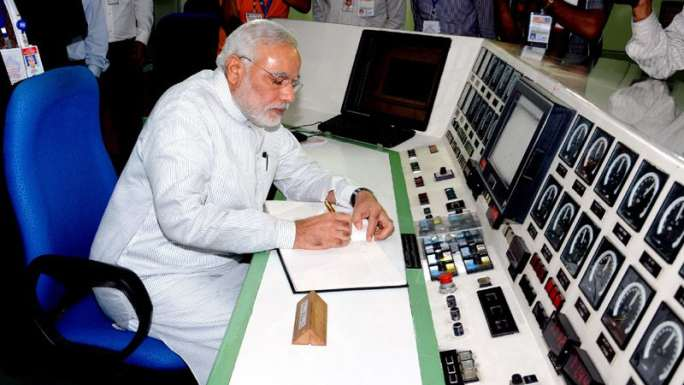
Narendra Modi visitant le Centre de recherche atomique Bhabha en 2014.

Selon la philosophe scientifique indienne Meera Nanda, résumée par Alan Sokal, l'Hindutva propage un message relevant des pseudosciences. Plusieurs de ses théoriciens rejettent la prétention occidentale à une raison scientifique universelle considérée comme un « rejeton posthume du colonialisme », voire une forme de violence envers les autres cultures. Ils voient dans les textes sacrés hindous comme le Rig-Veda l'expression de connaissances très avancées en physique des particules, en cosmologie, en biologie et mathématiques : ainsi, la mention dans un hymne d'une « forme à dix doigts » voudrait dire que l'univers a dix dimensions, comme dans la théorie physique des supercordes. En 2001, sous le gouvernement du BJP, les nationalistes hindous ont obtenu la création dans les universités indiennes de cursus d'astrologie védique, de karmakāṇḍa  (rituel hindouiste), de vastu shastra (architecture sacrée), de yoga et de « mathématiques védiques ». Ils font réécrire les manuels d'histoire pour effacer les contributions des savants musulmans et autres non-hindous. Cette politique suscite des protestations chez les scientifiques indiens eux-mêmes. Un des promoteurs de cette politique pseudoscientifique est Narendra Modi, premier ministre du Gujarat en 1999 : selon lui, les anciens brahmanes connaissaient l'arme nucléaire et la télévision et c'est seulement leur sagesse qui leur interdisait d'en faire un plus grand usage. Il a d'abord fait appliquer cette doctrine dans le système d'enseignement de son État ; il l'étend à toute l'Inde lorsqu'il arrive au pouvoir comme Premier ministre en 2014, tout en écartant des programmes tout ce qui se rattache au monde musulman ou à des formes plus éclairées de l'hindouisme. 1 600 scientifiques indiens ont signé une pétition contre ce qu'ils appellent la « Modi-fication » de l'enseignement. La dynastie musulmane des Moghols, l'assassinat du Mahatma Gandhi, le changement climatique et, en 2023, la théorie de l'évolution de Darwin ont ainsi été rayés des programmes scolaires.

## Critique au regard de la tradition hindoue
L'hindouisme orthodoxe ne reconnaît pas le nationalisme ou le patriotisme comme des doctrines pouvant se concilier avec l'hindouisme traditionnel.
Le nationalisme ou patriotisme « hindous » sont vus par les brahmanes comme des idéologies occidentales greffées sur la politique indienne, et qui, bien que se réclamant de symboles hindous dans le cadre de leur refus principal du communautarisme islamique, ne reconnaissent pas et ne respectent pas les traités brahmaniques et n'ont pas pour but de promouvoir les valeurs de l'hindouisme classique : les membres de l'Hindutva croient à la notion de « Nation » (Rashtra), alors que les défenseurs de l'hindouisme orthodoxe la refusent complètement (puisque notion issue de l'Occident, absente des traités/shastra brahmaniques), le principe de « Devoir/Vertu » (Dharma) étant la référence première de l'hindouisme authentique et valable en tout lieu, pays, en tout temps et pour n'importe quel peuple ou nation.
Vinayak Damodar Savarkar, « fondateur » du nationalisme hindou (Savarkar se réclamait philosophiquement de l'athéisme occidental,), rejetait complètement le végétarisme et la non-violence envers toutes les créatures (Ahimsa), Ahimsa (non-violence) qui est une valeur traditionnelle de l'hindouisme que l'on retrouve aussi dans le jaïnisme, le bouddhisme, le sikhisme et le soufisme indien avec Kabîr. (Pour rappel, Mohandas Karamchand Gandhi fut un défenseur de l'Ahimsa (non-violence) et fut assassiné justement par un nationaliste hindou).
Savarkar considérait le culte de la vache sacrée, élément incontournable de l'hindouisme orthodoxe, comme une superstition,, contrairement au Mahatma Gandhi. Savarkar substituait le concept traditionnel de jati (caste socioprofessionnelle, « naissance ») par celui de race, de nation, dans une optique totalitariste en réaction au Mouvement du Califat et à la création du Pakistan :

« Ce mouvement qui se présente comme le champion de l'indouité (hindoutva) est en réalité, historiquement, le plus anti-indou qui soit. (…) La grandeur du modèle indou est dans son pluralisme soigneusement organisé, fondé sur la tolérance. Jamais les Indous ne détruisirent, au cours de leur longue histoire, les lieux de culte des autres religions : les Musulmans le firent, avec abondance, et les Chrétiens là où ils le purent, comme à Goa. Jamais les Indous. Quand les Marâthes reconstruisirent Bénarès au XVIIIe siècle, ils en laissèrent debout toutes les mosquées. »

— Le modèle indou, Guy Deleury, éditions Kailash, page 394,  (ISBN 2-909052-33-8).
Selon Michel Angot, « les hindous nationalistes » sont « faussement fondamentalistes »  : le nationalisme est contraire à l'orthodoxie hindoue qui ne conçoit que quatre castes sacrées (castes aux devoirs tantôt communs – comme le devoir de Non-violence/Ahimsâ –, tantôt distincts), mais aucune entité nationale homogène ; ainsi on peut lire : « अहिंसा सत्यमस्तेयं शौचमिन्द्रियनिग्रहः। एतं सामासिकं धर्मं चातुर्वर्ण्येऽब्रवीन्मनुঃ, 'ahiṃsā satyam asteyaṃ śaucam indriyanigrahaḥ, etaṃ sāmāsikaṃ dharmaṃ câturvarṇye’bravīn manuḥ », soit, au chapitre X du Manava Dharma Shastra : « 63. L'ahimsâ (respect impérieux de la Vie, non-violence), la véracité, l'abstention de s'approprier les biens d'autrui, la pureté et le contrôle des sens, Manu a ainsi déclaré que tout cela peut être considéré comme le résumé de l'Ordre (Dharma) pour les quatre varna (« couleurs », castes) ». Ou encore :

« L'ascète Avadhuta a réduit en cendres son bagage intellectuel, fruit de ses études et de son érudition (…), se nourrit comme une vache, seulement pour se maintenir en vie. Il garde un comportement poli, sans vanter la supériorité de son mode de vie et désavoue tout jugement de supériorité ou d'infériorité à quiconque. Fermement établi en la non-dualité du Soi originel, il cultive cette précieuse conviction : rien ni nul être n'est différent de moi. »

— Turiyatita Avadhuta Upanishad (Shukla Yajur Véda)
De plus, selon G. Fussman, « l'Inde ancienne ignore (…) la distinction entre indien et non indien ».